# Ramzès
Ramzès (né en 1937, mort en 1963) est un étalon Anglo-Shagya, parmi les chevaux fondateurs du stud-book Holsteiner les plus recherchés. Il est notamment l'arrière-grand-père de Capitol I.

## Histoire
Ramzès naît le 2 mars 1937 à Wojcieszów, en Pologne, à l'élevage de la comtesse Maria Gräfin Plater-Zyberk. 
Alors qu'il a deux ans, l'armée d'occupation allemande l'envoie au Haras national de Janów Podlaski, où il sert de reproducteur. Il est alors un cheval de selle et d'attelage apprécié. Avec l'avancée russe, Ramzès fait partie des chevaux polonais déplacés vers l'Allemagne. Alors que les étalons reproducteurs sont majoritairement renvoyés en Pologne après la guerre, Ramzès reste en Allemagne car il est monté en compétition par des officiers allemands, notamment par le lieutenant M. Bieleck, qui le rachète au haras polonais.
Lorsque Bielecki émigre vers les États-Unis, il vend son étalon gris à un baron de Westphalie, du nom de Clemens Freiner von Nagel, qui domine largement le monde de l'élevage équin après la Seconde guerre mondiale, dans son élevage de Vornholz. Le Baron von Nagel donne Ramzès à monter en compétition à un cavalier allemand de saut d'obstacles, Hans-Heinrich Brinkmann. Après un accident en compétition ayant occasionné une fracture du paturon, il est soigné et devient étalon reproducteur à plein temps. 
Ramzès meurt en Westphalie, en 1963.

## Description
Ramzès est un étalon issu d'un croisement entre un étalon Pur-sang et une jument Shagya, à la robe grise. Il mesure 1,66 m selon le site HorseTelex ; 1,62 m selon The Horse Magazine.

## Origines
Ramzès est un fils de l'étalon Pur-sang Rittersporn et de la jument Shagya Jordi, par 532 Shagya X-3. Son origine doit beaucoup à Bairactar, un étalon arabe importé de Syrie au début du XIXe siècle par le roi du Bade-Wurtemberg Wilhelm I. C'est toutefois Amurath qui se révèle le plus important ancêtre de Ramzès, Bairactar apparaissant 14 fois dans la généalogie de ce dernier, tandis que Jordi, la mère de Ramzès, a 28 croisements sur Bairactar dans sa généalogie.
Le père de Ramzès, Rittersporn, est un Pur-sang belge plutôt fructueux, petit-fils du célèbre cheval de course Le Sancy. 

## Descendance
Ramzès figure dans la généalogie d'un grand nombre de chevaux de sport, dont 70 % des embranchements de Holsteiner. Son fils Condus a particulièrement influencé la race du Trakehner. Chez le Holsteiner et le Westphalien, il figure dans toutes les lignées « R ». Sa fille Vase est particulièrement réputée chez le Holsteiner. Ramzès a contribué à alléger les lignées de Holsteiner par le croisement, dans les années 1940.
Il est un ancêtre de Rembrandt, par son fils Radetsky. Il a également donné la lignée de Roemer aux Pays-Bas.
D'après Frédéric Neyrat (2006), de Béligneux le Haras, Ramzès est à l'origine, par son descendant Capitol I, de la tête très arabisée qu'ont certains chevaux Holsteiner. Capitol I est d'ailleurs l'étalon qui a le plus contribué à diffuser Ramzès chez le Holsteiner.